# Mark Grudzielanek
Mark Grudzielanek (né le 30 juin 1970 à Milwaukee, Wisconsin, États-Unis), est un joueur de baseball évoluant en Ligue majeure de 1995 à 2010. 
Ce joueur de deuxième but frappa plus de 2 000 coups sûrs en 16 saisons, participa au Match des étoiles en 1996, et remporta un Gant doré pour son excellence en défensive.

## Carrière
Après des études secondaires à la Hanks High School de El Paso (Texas), Grudzielanek est drafté le 5 juin 1989 par les Mets de New York au 17e tour de sélection. Il repousse l'offre et suit des études supérieures au Trinidad State Junior College où il porte les couleurs des Trojans.
Grudzielanek rejoint les rangs professionnels à la suite de la draft du 3 juin 1991 au cours de laquelle il est sélectionné par les Expos de Montréal au onzième tour de sélection. Il signe son premier contrat professionnel le 18 juin 1991. 
Il passe quatre saisons en Ligues mineures avant d'effectuer ses débuts en Ligue majeure le 28 avril 1995. 
Grudzielanek est transféré le 31 juillet 1998 aux Dodgers de Los Angeles à la suite d'un échange impliquant plusieurs joueurs.
Il porte ensuite les couleurs des Cubs de Chicago (2003-2004), Cardinals de Saint-Louis (2005) puis des Royals de Kansas City (2006-2008). En 2006, il remporte le Gant doré comme meilleur joueur de deuxième but défensif de la Ligue américaine de baseball.
En contrat chez les Twins du Minnesota en 2009, il se contente d'évoluer en Ligues mineures. 
Grudzielanek signe un contrat de Ligues mineures chez les Indians de Cleveland le 12 janvier 2010. Il retrouve alors les terrains de Ligue majeure, mais est libéré de son contrat le 10 juin et redevient agent libre. En février 2011, il annonce sa retraite.